# Northbrook (Ohio)
Northbrook és una concentració de població designada pel cens dels Estats Units a l'estat d'Ohio. Segons el cens del 2000 tenia 11.076 habitants.

## Demografia
Segons el cens del 2000, Northbrook tenia 11.076 habitants, 4.179 habitatges, i 2.996 famílies. La densitat de població era de 2.204,4 habitants/km².
Dels 4.179 habitatges en un 34,7% hi vivien nens de menys de 18 anys, en un 51% hi vivien parelles casades, en un 15,7% dones solteres, i en un 28,3% no eren unitats familiars. En el 23,8% dels habitatges hi vivien persones soles el 9% de les quals corresponia a persones de 65 anys o més que vivien soles. El nombre mitjà de persones vivint en cada habitatge era de 2,65 i el nombre mitjà de persones que vivien en cada família era de 3,13.
Per edats la població es repartia de la següent manera: un 28,7% tenia menys de 18 anys, un 8% entre 18 i 24, un 30,6% entre 25 i 44, un 21% de 45 a 60 i un 11,7% 65 anys o més.
L'edat mediana era de 34 anys. Per cada 100 dones de 18 o més anys hi havia 86,4 homes.
La renda mediana per habitatge era de 44.573 $ i la renda mediana per família de 49.521 $. Els homes tenien una renda mediana de 34.973 $ mentre que les dones 24.781 $. La renda per capita de la població era de 18.794 $. Aproximadament el 5,1% de les famílies i el 7% de la població estaven per davall del llindar de pobresa.

## Poblacions més properes
El següent diagrama mostra les poblacions més properes.